# Сельское поселение Русское Добрино
Сельское поселение Русское Добрино — муниципальное образование в Клявлинском районе Самарской области.
Административный центр — село Русское Добрино.

## Административное устройство
В состав сельского поселения Русское Добрино входят:
- село Балахоновка,
- село Русское Добрино,
- деревня Сухоречка,
- разъезд Чистаковка.